# FC Sochaux-Montbéliard
FC Sochaux-Montbéliard (normalt bare kendt som FC Sochaux) er en fransk fodboldklub fra Montbéliard i Franche-Comté-regionen. Klubben spiller i Ligue 2. FC Sochaux blev stiftet i 1928 og spiller sine hjemmekampe på Stade Auguste Bonal.

## Historie
FC Sochaux blev stiftet i 1928, og står noteret for 2 franske mesterskaber, i 1935 og 1938. Pokalturneringen Coupe de France har klubben ligeledes vundet to gange, i 1937 og 2007.

## Kendte spillere
- Albert Rust
- Bernard Genghini
- Yannick Stopyra
- Joël Bats
- Ibrahima Konaté
- El-Hadji Diouf
- Álvaro Santos